# Revuelta de Horea, Cloșca y Crișan

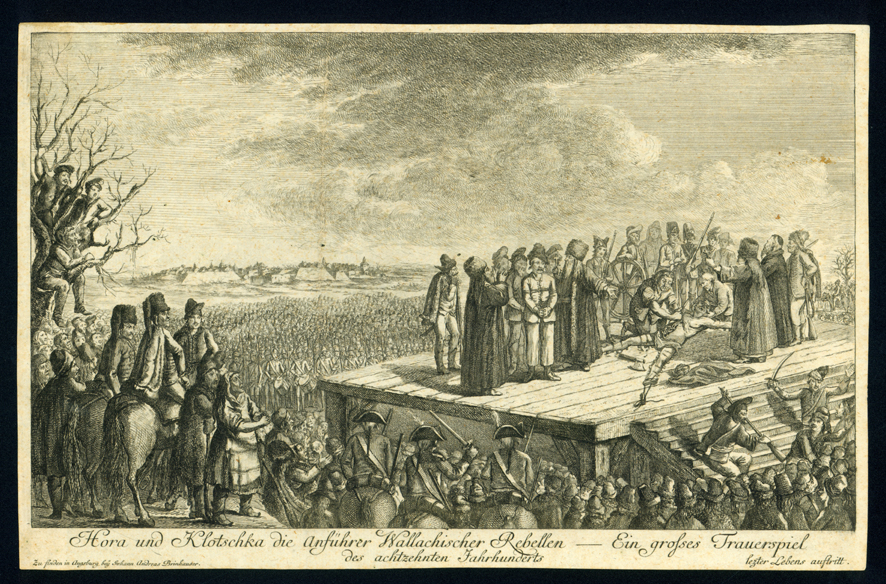
Ejecución de Horea y Cloșca.

La revuelta de Horea, Cloșca y Crișan (en rumano: Răscoala lui Horea, Cloșca și Crișan) de 1784, fue un importante acto de revuelta del campesinado siervo en Transilvania contra las restricciones feudales a las que estaba sujeto. Participaron siervos rumanos y húngaros, sajones de los dominios de los nobles y del estado, mineros de los montes Apuseni y de las minas de Maramureș, artesanos, sacerdotes, etc. El levantamiento puso en duda el estatus de los rumanos tolerados en la Transilvania imperial, lo que también le dio un carácter nacional. Estalló el 2 de noviembre de 1784 en el pueblo de Curechiu, Hunedoara, y terminó a finales de diciembre de 1784, cuando Horea y Cloșca fueron capturados por las autoridades. 

## Antecedentes

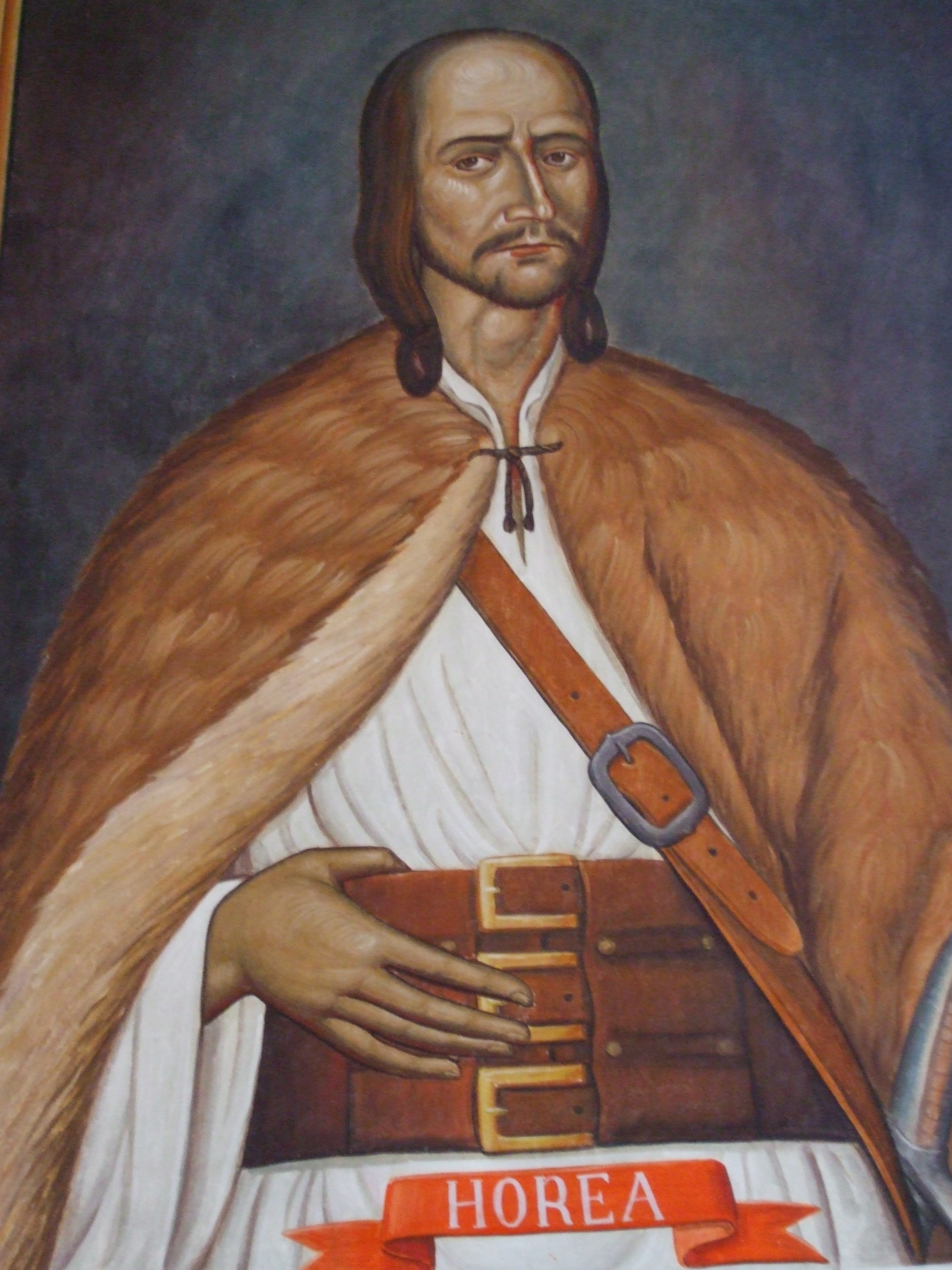
Retrato de Vasile Ursu Nicola, "Horea", en la iglesia de Horea, su pueblo natal.

El número de días de trabajo de los siervos había llegado a cuatro a la semana en el servicio de armas, tres con animales y dos con plañideras. Sobre los campesinos también presionaba una serie de impuestos: el diezmo de los productos agrícolas y de los animales, el uso de las carretas, el alojamiento a los funcionarios, y las necesidades de los campamentos militares. La nobleza tenía el monopolio de la caza, la molienda y la pesca, ocupando bosques, pastos y muchas tierras agrícolas, lo que disgustaba a los campesinos. También estaban sujetos a la minería, la construcción de hornos, el transporte de madera y minerales, así como a los impuestos. A los siervos se les permitía casarse solo con la aprobación de los nobles.
Aunque la emperatriz María Teresa emitió un decreto de tolerancia para los rumanos de religión ortodoxa o no unida en Transilvania y les permite nombrar un obispo ortodoxo, las medidas no tienen los efectos esperados de inmediato. Su hijo, José II, corregente, llegó por primera vez a Transilvania cuando fue asociado al trono en 1773. Durante su viaje recogió un número impresionante de peticiones, unas 19.000, como ocurrió con motivo de su segundo viaje en 1783. El líder del levantamiento, Horea, acudió cuatro veces a Viena para exponer al emperador las injusticias a las que estaban sometidos los campesinos rumanos en Transilvania, siendo la última audiencia en abril de 1784.
En el verano de 1784, el emperador José II ordenó un servicio militar obligatorio en los regimientos fronterizos; los alistados recibirían armas y dejarían de hacer servidumbre, y las tierras y casas que usaran serían suyas. El número de quienes quisieron registrarse superó con creces las expectativas de las autoridades. El servicio militar obligatorio fue cancelado por el gobernador de Transilvania Samuel von Brukenthal, bajo la presión de los nobles húngaros que se sentían amenazados por sus privilegios de clase, lo que hizo que los campesinos se sintieran aún más insatisfechos.

## Estallido de la revuelta

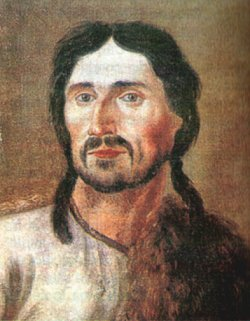
Cloşca.

El 28 de octubre de 1784, en la feria semanal de Brad, Crişan llegó con la noticia de que Horea había traído nuevas órdenes del emperador, que comunicaría el próximo domingo (31 de octubre de 1784), a la iglesia de Mesteacăn, instándo a los siervos para que ese día vinieran tantos como fuera posible, o por lo menos 4-5 de cada pueblo. Alrededor de 500-600 campesinos siervos se reunieron el domingo, y Crişan les mostró una cruz dorada, afirmando que Horea la había recibido del emperador como una señal de que estaba facultado para guiar a los siervos a decidir por sí mismos si seguir siendo siervos o alistarse en los regimientos de los guardias fronterizos. Los siervos, a instancias de Crişan, decidieron ir a Alba Iulia para ponerse al servicio del emperador.
La gente partió hacia Alba Iulia por la montaña, sin pasar por la ciudad de Brad, para no ser detenidos por los nobles húngaros, y pasaron la noche en el pueblo de Curechiu. Durante la noche, fueron atacados por tropas de húsares, a las que derrotan y desarman. El ataque cambió los planes de los rebeldes, que se dirigieron a Brad. El 3 de noviembre de 1784, atacaron la corte de los nobles de Crişcior. Luego, algunos de ellos subieron río arriba, hacia Abrud, a través de Mihăileni, y otro grupo descendió río abajo, conquistando Bradul, Baia de Criş, Ribiţa, Hălmagiu, Hălmăgel, Ociu Aciuta y Pleşcuţa.

## Desarrollo

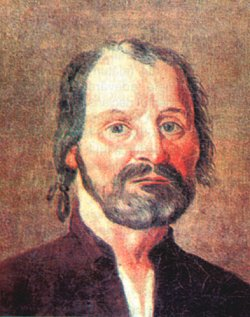
Crișan.

El movimiento comenzó en el Condado de Zaránd y se extiendió al condado de Hunedoara. El 4 de noviembre de 1784, grupos de campesinos quemaron el castillo del barón Anton Jósika de Brănişca en el valle del Mureş, y en los siguientes dos días los campesinos destruyeron y quemaron todos los palacios de los nobles en Sulighet, Bretea, Ilia, Sârbi, Gurasada, Tătăreşti, Leşnic, Dobra, Roşcani, Geoagiu de Jos, etc. Los rebeldes hicieron escarnio y mataron a multitudes de nobles, sacerdotes y civiles. Los campesinos de Zaránd también pusieron en movimiento a los siervos de Valea Streiului y Țara Hațegului, donde también multitud de campesinos sublevados devastó e incendió los edificios de los nobles de casi todas las comunas hasta la frontera con Valaquia. El avance de las fuerzas rebeldes estuvo acompañado de robos, violaciones y asesinatos.
El 5 de noviembre, el levantamiento llegó a las afueras de Deva, pero fracasó en su intento de conquistar la ciudad. El 11 de noviembre, Horea lanzó un ultimátum a la nobleza refugiada en la ciudad, resumiendo las ideas políticas y sociales del levantamiento (aunque los historiadores han demostrado que el documento no pudo ser redactado por los líderes rebeldes). Asimismo, el documento es idéntico a un acta redactada en la corte imperial de Viena, a propuesta del consejero Borie, enviado a María Teresa:

Que el condado noble, junto con todos los propietarios de las haciendas y toda su tribu, jure en la cruz; que ya no sean nobles, sino que cada uno, si puede encontrar un trabajo, se gane la vida con él. Los nobles gobernaron las haciendas para dejar las haciendas némesis de una vez por todas. Y que paguen tanto como la gente común. Si los condes y los nobles propietarios de las haciendas están de acuerdo en esto, los campesinos les prometen la paz, y en señal de paz levantar en la fortaleza, en las afueras de la ciudad, en los más altos postes, banderas blancas.

El programa también pedía la liberación de los campesinos arrestados, la liberación nacional y la organización, según los planes de Horea, de una "república popular".
La revuelta se extendió, llegando a las regiones de Arad y Sibiu, con la participación de campesinos sajones y húngaros. Para ganar tiempo, las autoridades militares y civiles firmaron armisticios con los rebeldes en Tibru, Valea Bradului y Sălciua. En Brad (27 de noviembre de 1784), Lupşa y Râmeţ (29 de noviembre) tuvieron lugar fuertes batallas entre los rebeldes y las tropas imperiales, el éxito favoreció a los campesinos. Pero el 7 de diciembre, los campesinos fueron derrotados en Mihăileni, y una semana después, Horea pidió a la gente que se retirara a sus casas durante el invierno.

## Derrota del levantamiento y ejecución

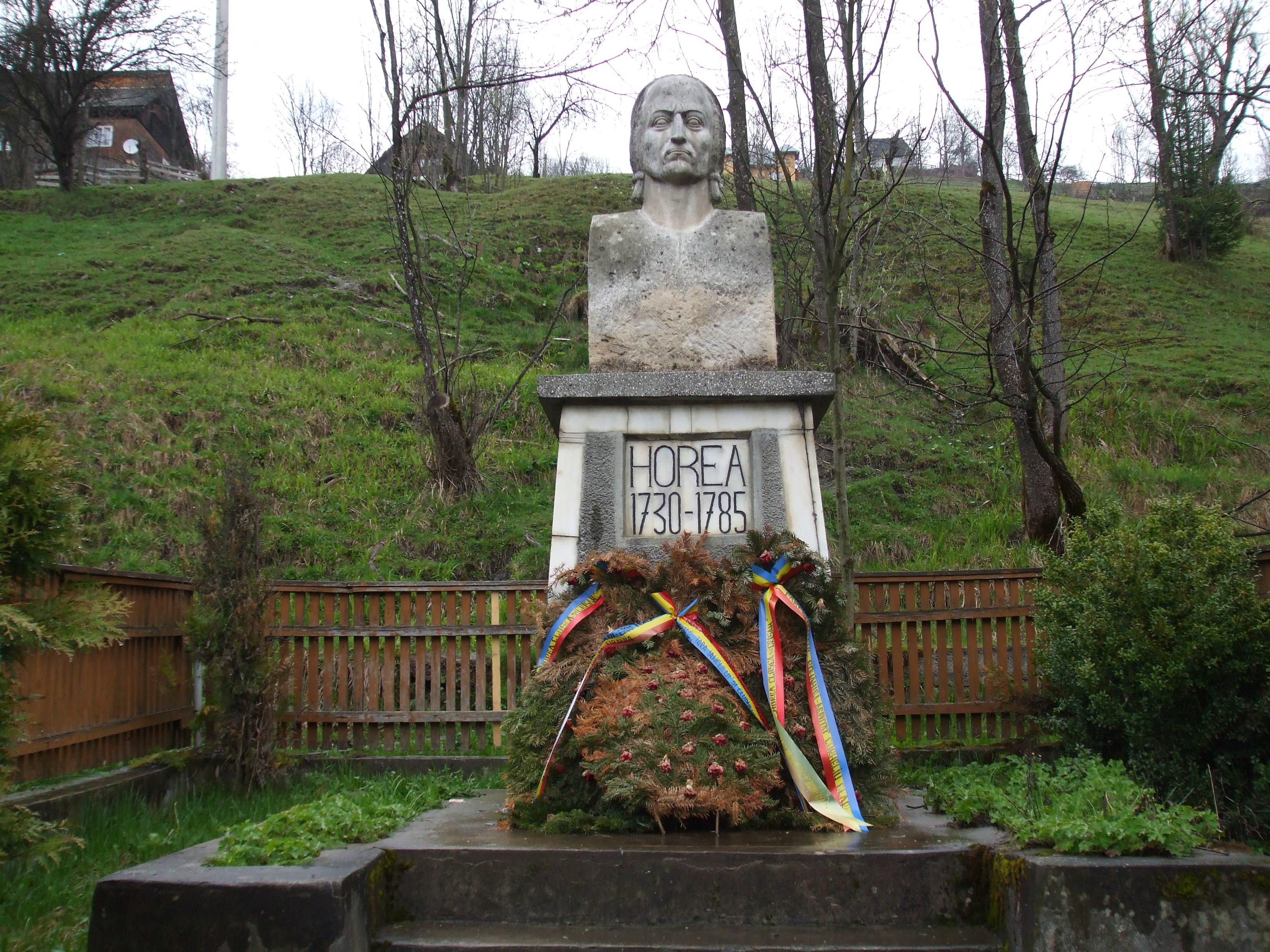
Busto de Horea en Horea.

Para atrapar a Horea, los nobles pusieron una recompensa de 300 galbeni sobre su cabeza. Las fronteras de Valaquia y Moldavia fueron rigurosamente vigilados para que los líderes de la revolución no huyeran allí. El gobierno de Viena también intervino en Constantinopla para evitar que los turcos concedieran asilo a los rebeldes de Transilvania. Rl 27 de diciembre de 1784, traicionados por el guardabosques Anton Melzer de Abrud, Horea y Cloşca fueron capturados en el bosque Scoruşetului de los montes Gilău. El académico David Prodan recuerda que en el momento de la detención, “Horea se sacó un puñado de papeles del pecho y los arrojó a las llamas. Los campesinos, estando ocupados en atarlo, no pudieron salvarlos. Se trata de los campesinos Ştefan Trif y Nuţu Matieş, que junto con otros 5 campesinos, participaron en la captura de Horea. El 30 de enero de 1785, Crişan fue hecho prisionero y vendido por nueve campesinos de Cărpeniş, liderados por los sacerdotes ortodoxos de ese pueblo, padre e hijo. Los detenidos fueron encarcelados en Alba Iulia.
Se creó una comisión de investigación, encabezada por el barón Anton Iankovic, para investigar el levantamiento y a sus tres líderes.     Crişan fue ahorcado en prisión, mientras que Horea y Cloşca fueron sometidas al castigo más severo previsto por la Constitutio Criminalis Theresiana, fueron quebrados en la rueda. El 28 de febrero, a las 9:00 horas, comenzó el cortejo de ejecución. Horea y Cloşca fueron transportados en dos carruajes separados, con el sacerdote Raţiu de Maierii Bălgrad a su lado hasta la ejecución. La procesión estaba rodeada por un escuadrón de caballería toscana y unos 300 infantes y húsares. La ejecució tuvo lugar en el Dealul (colina) Furcilor (hoy Dealul lui Horea), donde entre 2500 y 3000 siervos rumanos (tres jóvenes y tres viejos traídos a la fuerza desde más de 400 aldeas de los cuatro condados cercanos donde se había producido) fueron reunidos alrededor del cadalso.
La ejecución por golpes en la rueda se realizaba según un ritual preestablecido. Primero, Cloşca fue ejecutado, recibiendo veinte golpes. Le siguió Horea, a quien le dieron inicialmente cuatro golpes en los que le aplastaron las piernas, luego el verdugo, de nombre Grancea Rakoczi de Alba Iulia, le aplastó el pecho y tras otros ocho-nueve golpes le dio el golpe de gracia. Según la sentencia, los órganos internos fueron enterrados en la colina Furcilor, y sus cuerpos fueron cortados en cuatro partes y empalados en las localidades más importantes de los condados de Alba y Hunedoara para intimidar a la gente. El cuerpo de Crişan fue tratado de la misma manera.
La recompensa prometida y entregada por el emperador de Viena a quienes intervinieron en la captura de los líderes de la sublevación fue inmediata. Del trabajo del académico David Prodan, "La rebelión de Horea", volumen II, parece que los siete campesinos que capturaron a Horea y Cloşca recibirían 600 galbeni y serían liberados de la servidumbre, y el guardabosques responsable de la planea atrapar 100 galbeni. Los campesinos rumanos que traicionaron a Crişan obtuvieron 30 galbeni. Una medalla de oro recibió el arcipreste ortodoxo Iosif Adamovici y 70 galbeni para quienes participaron en la captura de Crişan. “Pero para que esta recompensa alcance su más alto fin, se sabe que los premios se repartieron con la solemnidad necesaria, en presencia de la multitud que suele congregarse los días de feria”, apunta David Prodan.

## Secuelas y ecos del levantamiento

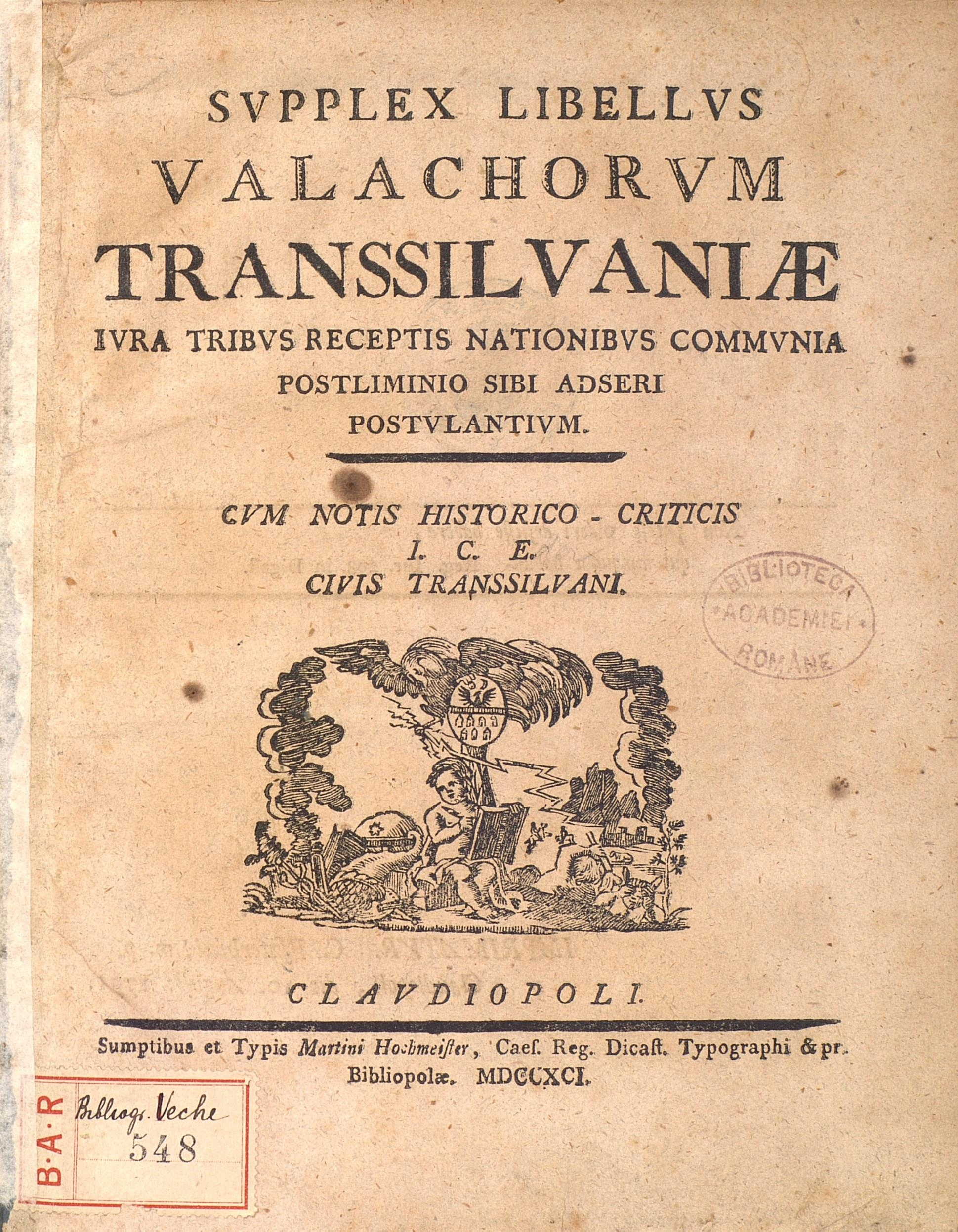
Supplex Libellus Valachorum, Cluj, 1791.

Por orden imperial cientos de campesinos rumanos fueron reubicados al Banato y a la Bucovina. A los moți se les concedió la libertad de pastoreo, la exención de transporte, la abolición de la servidumbre personal y la servidumbre en general (agosto de 1785), la posibilidad de contraer matrimonios sin el consentimiento del noble y el derecho a la educación.
El levantamiento tuvo un gran eco en el extranjero. De Austria a Portugal, de Alemania a Italia, se publicaron folletos, calendarios, artículos de prensa, informes diplomáticos y grabados sobre los líderes del levantamiento. Algunos hombres de cultura y filósofos defendieron y explicaron la acción de los campesinos. A Horea se le atribuyó, principalmente por parte de la prensa europea, la idea de reconstruir Dacia, llamándosele incluso Rex Daciae. En la lejana Estocolmo, la revuelta de los campesinos de Transilvania liderada por Horea se prosiguió a través de una frecuente correspondencia con Viena, Sibiu y otros centros europeos. Décadas más tarde, la historia de los rebeldes se tradujo en una obra de teatro llamada Horia y Cloşca o la Banda de Saqueadores de Transilvania, que se representó en varias ciudades suecas.